# Poljski vrabac
Poljski vrabac (lat. Passer montanus) je vrsta vrapca iz roda Passer. Staništa mu se nalaze u Europi i Sibiru, a križanci se nalaze i u drugim dijelovima Azije. U Australiju i SAD donijeli su ih njemački doseljenici. Promjene u načinu obrade zemlje za posljedicu imaju smanjivanje broja staništa poljskih vrabaca diljem zapadne Europe.

## Opis
Dug je 12.5-14 cm, a težak je oko 24 grama. Ima raspon krila od oko 21 cm. Svijetlosmeđe je boje i ima crne pruge na gornjem dijelu tijela. Krila su smeđe boje, a noge blijedosmeđe. Hrani se malim beskralježnjacima te sjemenkama žitarica i voća. Predstavljaju veliku važnost u poljoprivredi, jer jedu neke kukce štetne u poljorivredi. 

### Stanište
Poljski vrabac nastanjuje pretežito seoska područja Europe (nema ga na Islandu), no u Aziji postaje gradska ptica. Na Filipinima se, pak, raširio po svim vrstama naselja, dok se u Australiji nalazi samo u seoskim dijelovima. 

### Razmnožavanje
Poljski vrabac se gnijezdi dvaput godišnje od travnja do srpnja. Iako se povremeno razmnožava na usamljenom drveću, najpoželjnije mjesto za razmnožavanje je nakupina staroga drveća s velikim brojem rupa koje omogućavaju izradu gnijezda izrađenih od trave, pamuka i slame. Gnijezda u domaćinstvu ponekad se grade na temeljima prijašnjega gnijezda svraka. U gnijezdu se nalazi 5-6 jaja. Iz njih se izlegnu mladi ptići za 12-13 dana. Mladi dobivaju perje za 15-18 dana. 

## Drugi projekti
|  | Zajednički poslužitelj ima stranicu o temi Poljski vrabac |
|  | Wikivrste imaju podatke o taksonu Poljskom vrapcu         |